# 舟木健
舟木 健（ふなき たける、2001年8月10日 - ）は、日本の歌手、俳優、タレントであり、ボーイズユニットNORDのメンバー。北海道札幌市出身。身長182.0cm。血液型A型。CREATIVE OFFICE CUE所属。

## 略歴
小学校3年生のときに、テレビに出て有名になりたいと思い始め、地元の劇団に入って演劇を経験。その後、本格的に芸能界に入りたいと考えるようになり、2015年、14歳のときにCREATIVE OFFICE CUEとソニーミュージックによる北海道男子限定オーディション番組『アオタガイ学園（札幌テレビ放送）に応募し、グランプリを受賞。2016年にボーイズグループNORDのメンバーとして活動開始。
2020年3月、北海学園札幌高等学校を卒業。
地元である北海道を中心に活動をしている。また、自身が所属するNORDの楽曲の作詞・作曲や初の全国ツアーの実施、舞台主演など、CREATIVE OFFICE CUEの社訓にもあるとおり、マルチな活動を全国各地で行っている。

## 人物
休日には作詞・作曲をすることもあり、2021年12月の配信シングル「未来図」、および2022年8月に発売した第13弾シングルに収録されている「繋がろう」では、作詞作曲を担当した。
なお、小さいころからの演技経験などがあるためダンスも得意であり、出演した番組の一つである「レバレバ！ノール」では、「ゴー！ゴー！レバンガ 〜超えろを超えろ。〜」のダンス動画のお手本ダンサーをつとめた。また、父親の影響を受けてギターを弾くことができる。
自分の性格を漢字一文字で表すと「赤」と答えており、その文字のとおり明るい性格で燃える志を持っており、メンバーカラーにもなっている。ポジティブな様子を分け与えることが特技と宣言している。
ラップも得意であり、出演している「今夜はNORDナイト!」では、人気コーナーの一つである「タケルフナキのお悩み相談ラップ」を担当している。

## エピソード
一次選考通過メンバーとしてアオタガイ学園の番組中に取材を受けた際、小橋 亜樹などの前で手作りクッキーを作った。
自身を動物に例えるとライオンと宣言しており、自身のファンを「子ライオン」と称している。
NORDの活動について、常にお互いをリスペクトしあっており、「個」を尊重し色んな意見を素直に言える幸せな環境であると、雑誌の取材で発言している。

## 出演

### テレビ

#### ドラマ
- チャンネルはそのまま! 第2話（2019年3月18日 - 3月22日、北海道テレビ)
- 今日、好きになりました。韓国ソウル編.サイパン卒業編（2019年 - 2020年、Abema TV）[16]
- HTB開局55周年ドラマ「弁当屋さんのおもてなし」第1話（2023年2月25日、北海道テレビ）- 近藤悟 役[17]
- 仮面ライダーガヴ 第43話（2025年7月13日、テレビ朝日） - ボッカ・ジャルダック（人間態） 役

### 映画
- 私の卒業プロジェクト第4期「18歳、つむぎます」（2023年公開）[18]

### 舞台
- ミュージカル「東京少年少女」（2020年） - 七瀬健一郎 役[19]
- 2.5次元舞台「ギヴン」（2021年） - 八木玄純 役[20]
- NAPPOS PRODUCE 「トリツカレ男」（2021年） - アメデオ 役[21]
- Takayuki Suzui Project OOPARTS Vol.6「D-river」（2022年） - 舟橋 役[22]
- Stokes/Park第3回公演「フゴッペ洞窟の翼をもつ人」（2022年） - 誠太 役[23]
- ナッポスユナイテッド「嵐になるまで待って」演出 成井豊（2023年7月22〜30日）サンシャイン劇場 勝本役[24]
- TAKAYUKI SUZUI PROJECT OOPARTS 特別公演「天国への階段 北海道re-mix」〜ありがとう道新ホール〜（2024年）[25]
- 東映ムビ×ステ 舞台「邪魚隊 / ジャッコタイ」（2024年） - ウラナミ 役[26]
- NORD 第2回演劇公演「トムとディックとハリー」（2024年） - リンダ 役[27]
- 劇団ミュOp.3 ミュージカル「初恋 Sada Yacco: Japan's first actress」（2025年） - 川上音二郎 役[28]
- ミュージカル「薔薇王の葬列」（2025年） - ジョージ 役[29]
- 舞台「地獄の控室」（2025年） - ジョッキ 役[30]
- HONOR〜守り続けた痛みと共に（2025年上演予定）[31]
- 劇団アレン座プロデュース 舞台 『TOU -REBUILD-』（2026年）[32]

### CM・広告
- 石屋製菓 美冬レモン『甘ずっぱい再会編』 （2021年）
- 北洋銀行「スーパーアルカ カードローン篇」(2022年)

### 雑誌
- 「だらっとしたポーズカタログ5　和装の男性」(2020年4月22日)[33]
- 「JUNON」2020年6月号（2020年4月22日）[34]

### その他
- 「Wi-Fes vol.0」イベントMC（2023年3月21日）[35]
- Galileo Galilei 色彩MV（2023年5月17日発表）[36]
- まめフェスpresentsそらコス3 アコースティックギター単独ライブ（2023年9月24日）
- レバンガ北海道VS広島ドラゴンフライ JAグループ北海道冠試合トークショー、牛踊りダンス（2023年11月12日）
- STREAM HOTEL宣伝動画（2023年12月16日、Instagram）